# Bel-Air-Val-d’Ance
Bel-Air-Val-d’Ance ist eine französische Gemeinde mit 540 Einwohnern (Stand: 1. Januar 2022) im Département Lozère in der Region Okzitanien. Sie gehört zum Arrondissement Mende und zum Kanton Grandrieu.
Sie entstand als Commune nouvelle mit Wirkung vom 1. Januar 2019 durch die Zusammenlegung der bisherigen Gemeinden Chambon-le-Château und Saint-Symphorien, die in der neuen Gemeinde den Status einer Commune déléguée haben. Der Verwaltungssitz befindet sich im Ort Chambon-le-Château.

## Gliederung
| Ortsteil                             | ehemaliger INSEE-Code | Fläche (km²) | Einwohnerzahl zum 1. Januar 2022 |
| ------------------------------------ | --------------------- | ------------ | -------------------------------- |
| Chambon-le-Château (Verwaltungssitz) | 48038                 | 08,12        | 295                              |
| Saint-Symphorien                     | 48184                 | 33,28        | 245                              |

## Geographie
Die Gemeinde liegt rund 40 Kilometer nordöstlich von Mende im äußersten Nordosten des Départements, an der Grenze zum benachbarten Département Haute-Loire in der Region Auvergne-Rhône-Alpes. Die Gemeinde wird vom Fluss Ance, einem Nebenfluss des Allier, durchquert.
Nachbargemeinden sind:
- Thoras und die dazugehörende Commune déléguée Croisances im Nordwesten,
- Saint-Préjet-d’Allier und Alleyras im Norden,
- Saint-Vénérand und Saint-Christophe-d’Allier im Nordosten,
- Saint Bonnet-Laval mit Saint-Bonnet-de-Montauroux und Laval-Atger im Osten,
- Grandrieu im Süden,
- Saint-Paul-le-Froid im Westen.